# Jardín de aclimatación de La Orotava
Der Jardín de aclimatación de La Orotava, auch Jardín Botánico de la Orotava, häufig einfach nur Botánico genannt, in botanischen Schriften auch latinisiert Hortus aclimatationis plantarum arautapae, ist ein Botanischer Garten in Puerto de la Cruz (dem alten Hafen von La Orotava) auf Teneriffa.

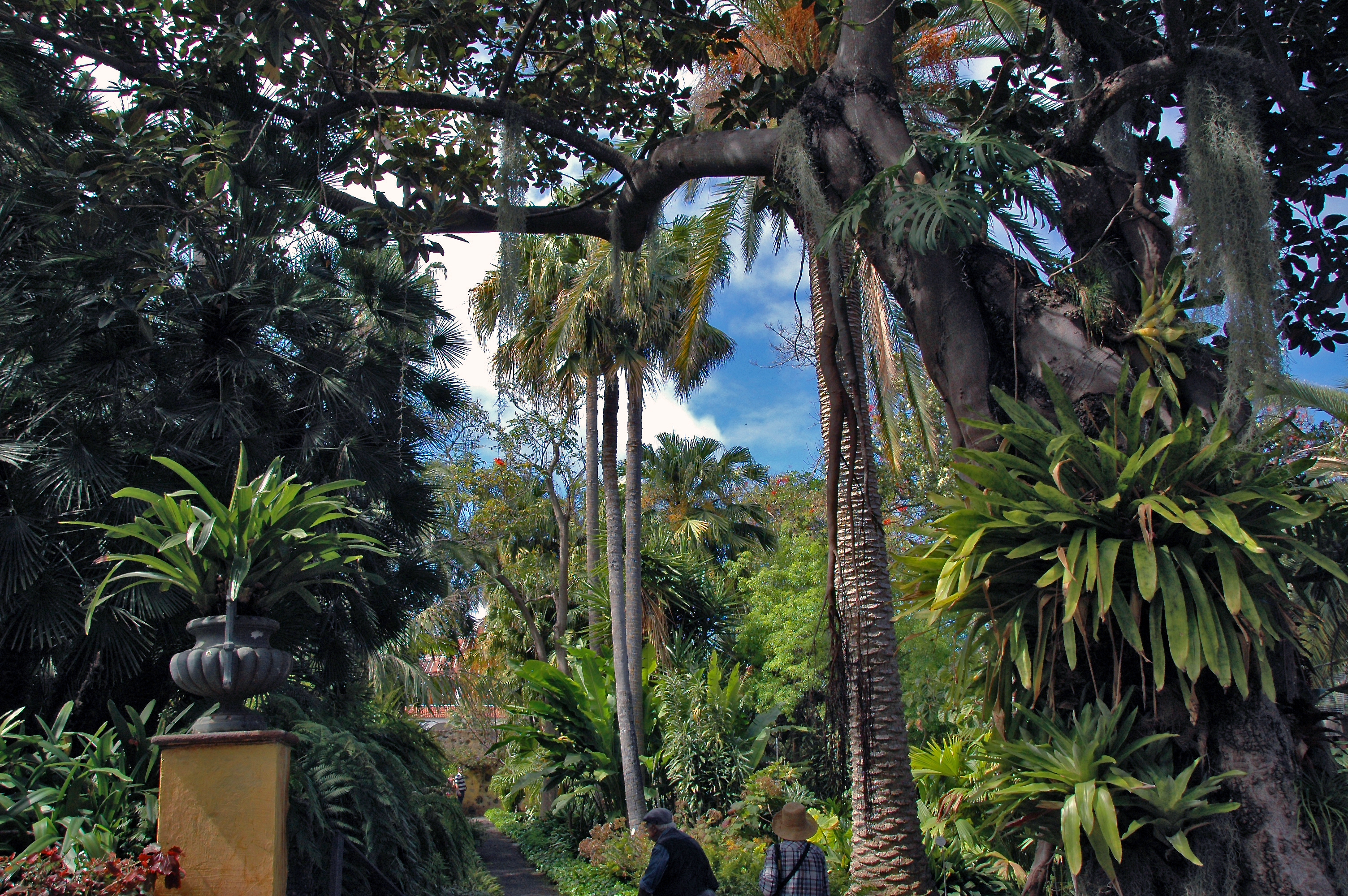
Eingangsbereich des Botanischen Gartens, März 2014

## Geschichte

### Anfänge und Ära Alonso de Nava y Grimón
Ursprünglich wurde der „Jardín de aclimatación“ auf Order des aufgeklärt-absolutistischen Königs Karl III. von Spanien vom 17. August 1788 angelegt, um die von seinen Pflanzenjägern in den spanischen Kolonien der Neuen Welt gesammelten exotischen Pflanzen an das Klima in den königlichen Gärten von Madrid und Aranjuez zu gewöhnen.
Der  Jardín de aclimatación ist, nach dem Königlichen Botanischen Garten von Madrid, der ebenfalls von Karl III. initiiert wurde, der zweitälteste Botanische Garten Spaniens.

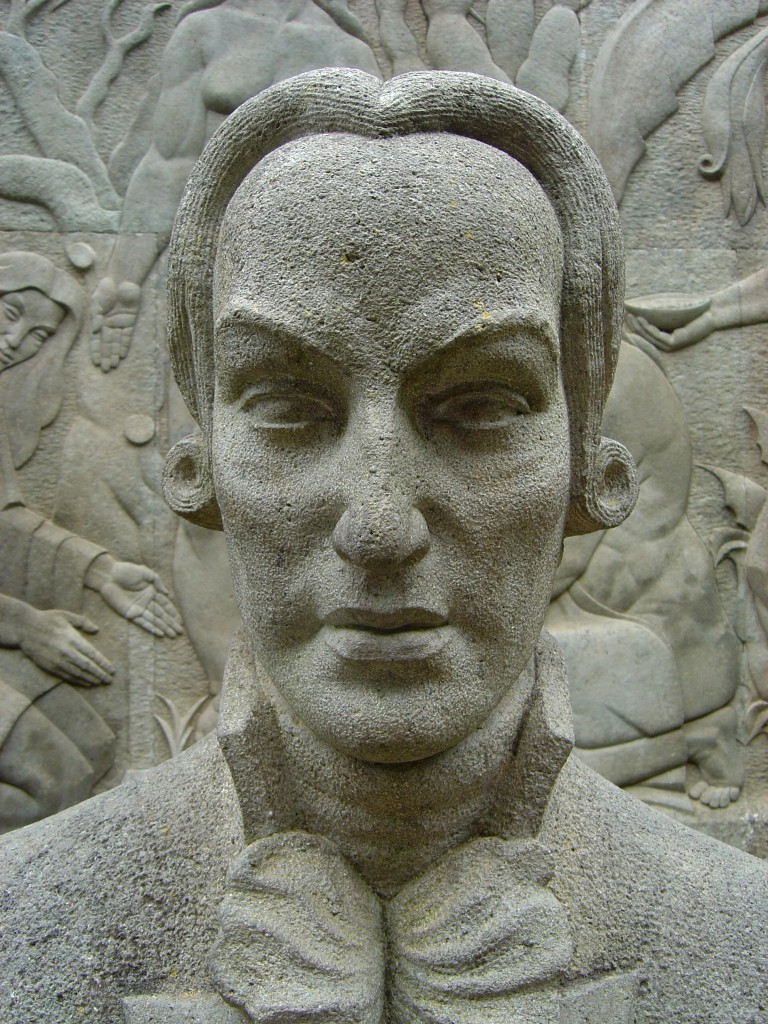
Alonso de Nava y Grimón

Das Projekt angeregt, den idealen Standort nach ausführlichen Keimungsversuchen ausgesucht, und den Garten anfänglich geleitet hatte Alonso de Nava y Grimón, VI. Marqués Villanueva del Prado (1757–1832). Das Gelände selbst war eine Schenkung von Don Francisco Bautista de Lugo y Saavedra, Señor de Fuerteventura.
Zwar starb Karl III. 1788, wenige Monate nach seinem Befehl, doch auch sein Nachfolger Karl IV. war dem Projekt gewogen. 1790 begannen die Arbeiten zu der nach Plänen des Architekten Diego Nicholas Eduardo streng geometrisch geformten Anlage. Abgeschlossen wurden die Arbeiten 1791. 1792 wurden die ersten 35 Pflanzungen sowie Ansaaten vorgenommen.
Die Akklimatisierung gelang zwar auf Teneriffa, jedoch nicht in gleichem Maße auf dem Festland, da das Klima im Landesinneren Spaniens aufgrund von auftretenden Frösten nicht allen Pflanzen eine Lebensgrundlage bot.
Die französischen Naturforscher Anselme Riedlé und vor allem Andre Pierre Ledrú (1761–1825) erkundeten die Insel 1796, nachdem die Expedition von Nicolas Baudin dort Schiffbruch erlitten hatte. Ledrú fertigte das erste Pflanzenverzeichnis an und schlug vor, die Pflanzen nach der von Linné 1753 eingeführten Systematik anzuordnen. Heute sind die Pflanzen jedoch nicht mehr nach wissenschaftlichen Gesichtspunkten angeordnet.
Am 20. Juni 1799 besuchte der Naturforscher Alexander von Humboldt den Garten auf seiner Teneriffa-Expedition zur Besteigung des Teide. Viele weitere Naturforscher, so Aimé Bonpland, Pierre Marie Auguste Broussonet oder Sabin Berthelot, erkundeten ebenfalls den berühmt gewordenen Garten.
Nach dem Tod von Alonso de Nava y Grimón 1832 wechselten die Zuständigkeiten für den Garten häufig, der Garten blieb zwar bestehen, verfiel aber immer mehr.

### Ära Hermann Wildpret

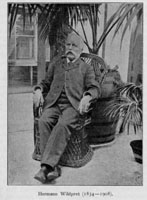
Hermann Wildpret, Obergärtner im „Botánico“ (von 1860 bis 1893)

Von 1860 bis 1893 übernahm der Schweizer Hermann Wildpret (auf Teneriffa fälschlich oft „Professore German Wildpret“ genannt) die Position des Obergärtners im „Botánico“. Unter seiner Leitung erlebte der Garten eine Wende: Die Pflanzenvielfalt wurde stark erweitert. Bei Antritt seiner Tätigkeit waren 220 Arten vorhanden, 1879 bereits 2486 Arten. Unter Wildpret, der auch die endemische Flora Teneriffas erforschte, sowie Sortenzüchtung und einen regen Pflanzenhandel nach und von Europa betrieb, erlangte der „Botánico“ Weltruf. Außer dem Pico del Teide ist nichts auf Teneriffa so oft und so ausführlich in zeitgenössischen Reisebeschreibungen beschrieben worden wie der "Botánico".
Nach der Ära Wildpret verfiel der Garten aus Mangel an Pflege und gärtnerischem Sachverstand wieder zusehends.
Der französische surrealistische Dichter André Breton wurde in den 1930er Jahren von dem Garten zu einem seiner Gedichte inspiriert.

### Ära Sventenius
1943 besichtigte der schwedische Botaniker Sventenius den Garten. Er befasste sich in der Folge als Leiter über 20 Jahre lang wissenschaftlich mit seinem Pflanzenbestand, plante zunächst sogar eine Erweiterung und erwarb auch schon ein Grundstück dafür. Das Projekt scheiterte jedoch und er legte daraufhin einen Botanischen Garten auf Gran Canaria an, den „Jardín Canario“, auch „Jardín Botánico Canario Viera y Clavijo“ genannt.

## Heutige Situation und Zukunftsplanung

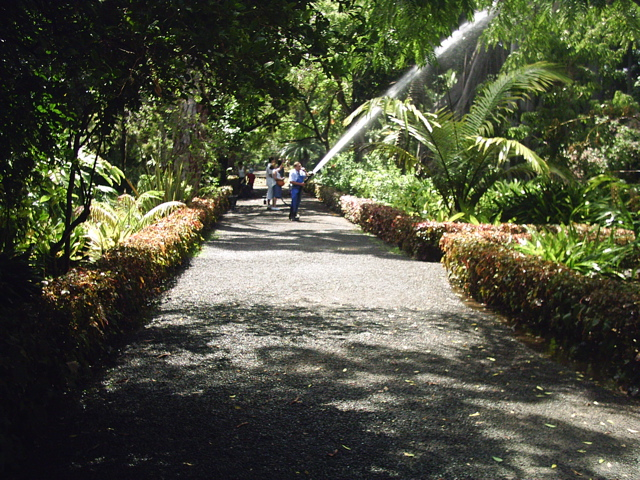
Der „Botánico“ heute

Der Garten ist seit 1983 Abteilung für Landwirtschaftliche Forschung und Technik des Ministeriums für Landwirtschaft und Ernährung der Regierung der Autonomen Gemeinschaft der Kanarischen Inseln.
In jüngerer Zeit wurden wieder Anstrengungen unternommen, den „Botánico“ zu renovieren und zu verschönern. 1988 wurde damit begonnen, den Garten um weitere 35.000 m² auf 55.000 m² zu vergrößern und mit weiteren Attraktionen sowie allen baulichen Einrichtungen eines international bedeutenden Botanischen Gartens zu komplettieren, insbesondere auch für pädagogische Zwecke. Ein ursprünglich vorhandenes Pflanzengewächshaus wurde abgerissen, es sollen jedoch neue errichtet werden.
Weiterhin besteht jedoch bis heute das unwidersprochene Hauptmanko, das den Garten seit seiner Entstehung fast durchgängig begleitet hat: die häufig wechselnde Zuständigkeit und das Fehlen einer dauerhaften Leitung.

## Bedeutung

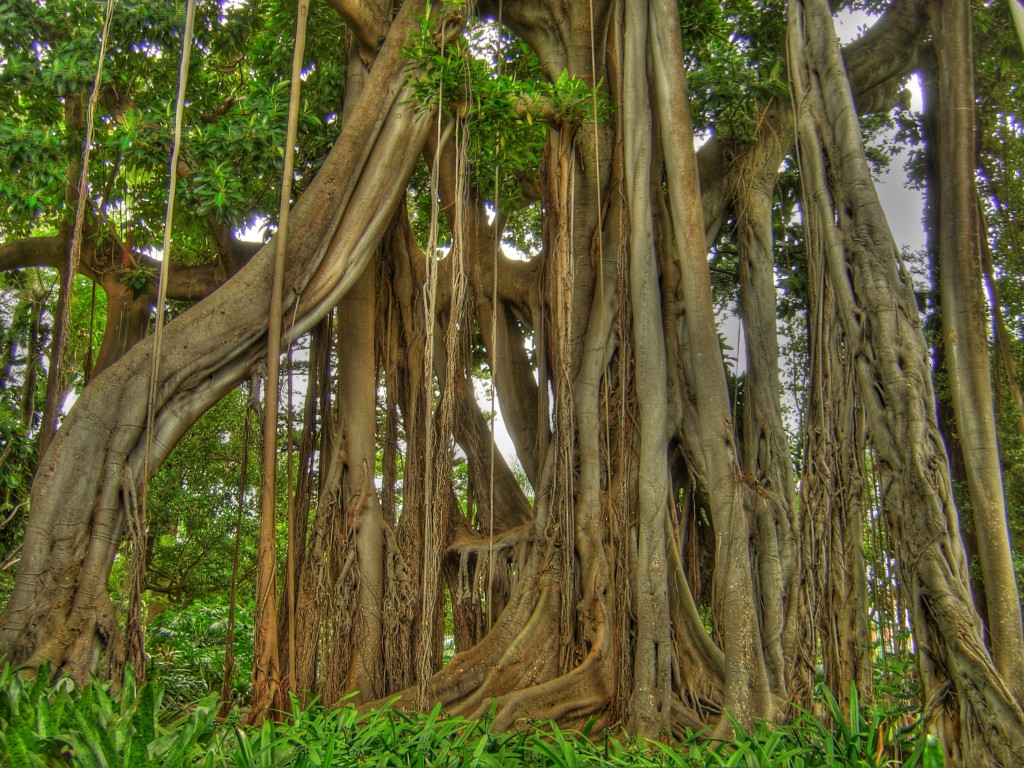
Würgefeige im Botanischen Garten

Dennoch gilt der „Botánico“ auch heute als einer der schönsten Botanischen Gärten und ist eine der meistbesuchten Sehenswürdigkeiten Teneriffas. Er wird jährlich von fast 400.000 Besuchern aufgesucht.
Die Besonderheit des „Botánico“ liegt darin, dass die unterschiedlichsten Pflanzen aus Europa, Afrika und Amerika hier dank der besonderen klimatischen und orographischen Bedingungen nebeneinander wachsen können. Über 5.000 Pflanzenarten, 120 Baumarten und eine Sammlung von über 50.000 Gewächsen aus fünf Kontinenten finden auf einer Fläche von 60.000 m² Platz und Lebensraum. Vorherrschend sind Palmen, Bromeliaceae, Araceae und Moraceae, viele Arten der Pflanzenwelt Makaronesiens und einzelne alte Pflanzen, die möglicherweise noch aus der Anfangszeit stammen (Araukarien, Kanarische Kiefern). In Reiseführern oft angepriesen werden auch die Würgefeige, der Leberwurstbaum oder die Kermesbeere.

Der heutige Botanische Garten nimmt am internationalen Austausch von Pflanzenmaterial und diversen Forschungs- und Artenschutzprogrammen  teil und unterhält ein Herbarium mit fast 40.000 Belegen (dessen Grundstock das von Erich Sventenius angelegte Herbarium legte).
Eine Außenstelle des Botanischen Gartens ist die „Hijuela del Botánico“ in La Orotava, 3.390 m² groß, mit alten Drachenbäumen, Strelitzien, Lilien, Bananenstauden und anderen subtropischen Gewächsen.

## Bilder

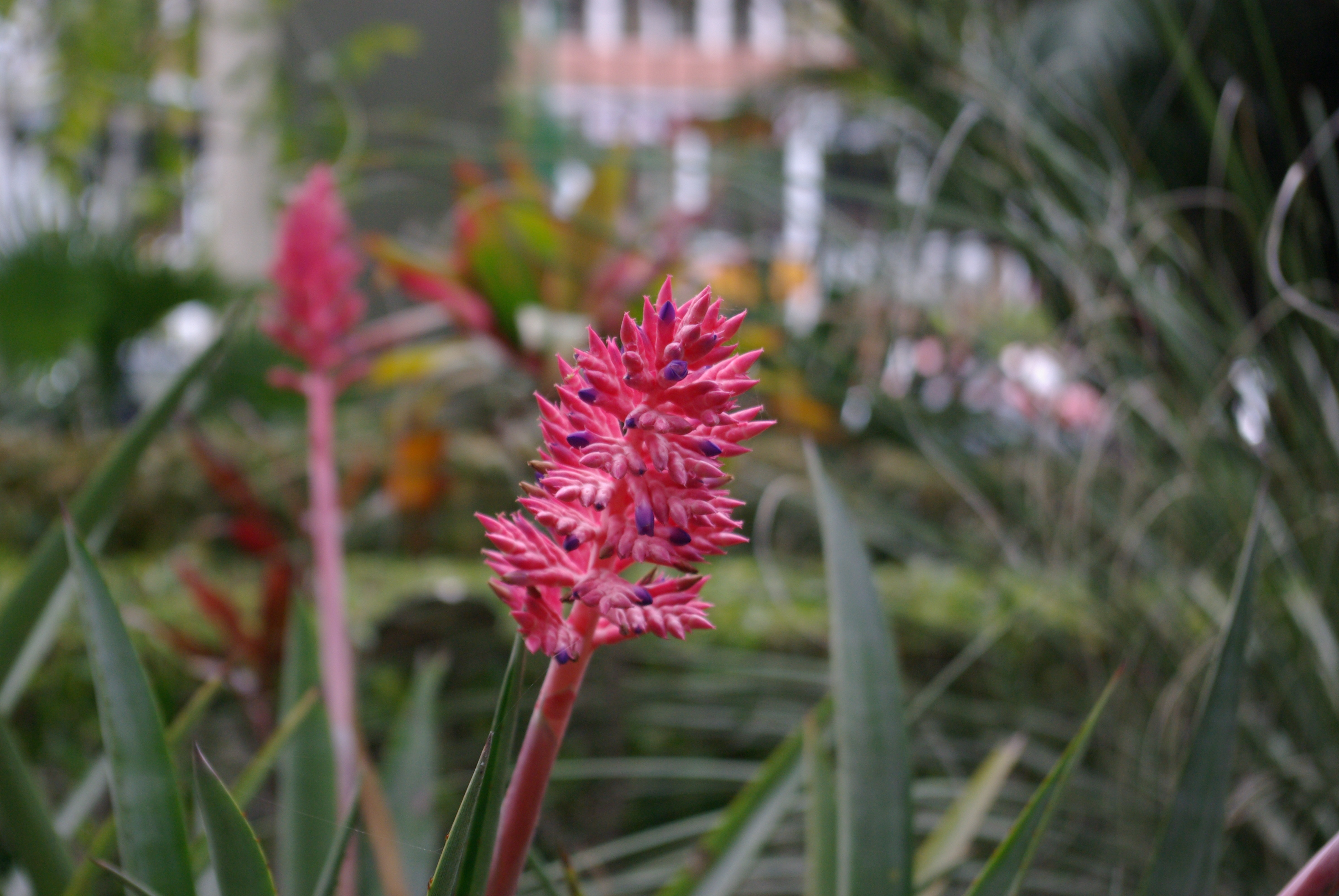
Aechmea distichantha
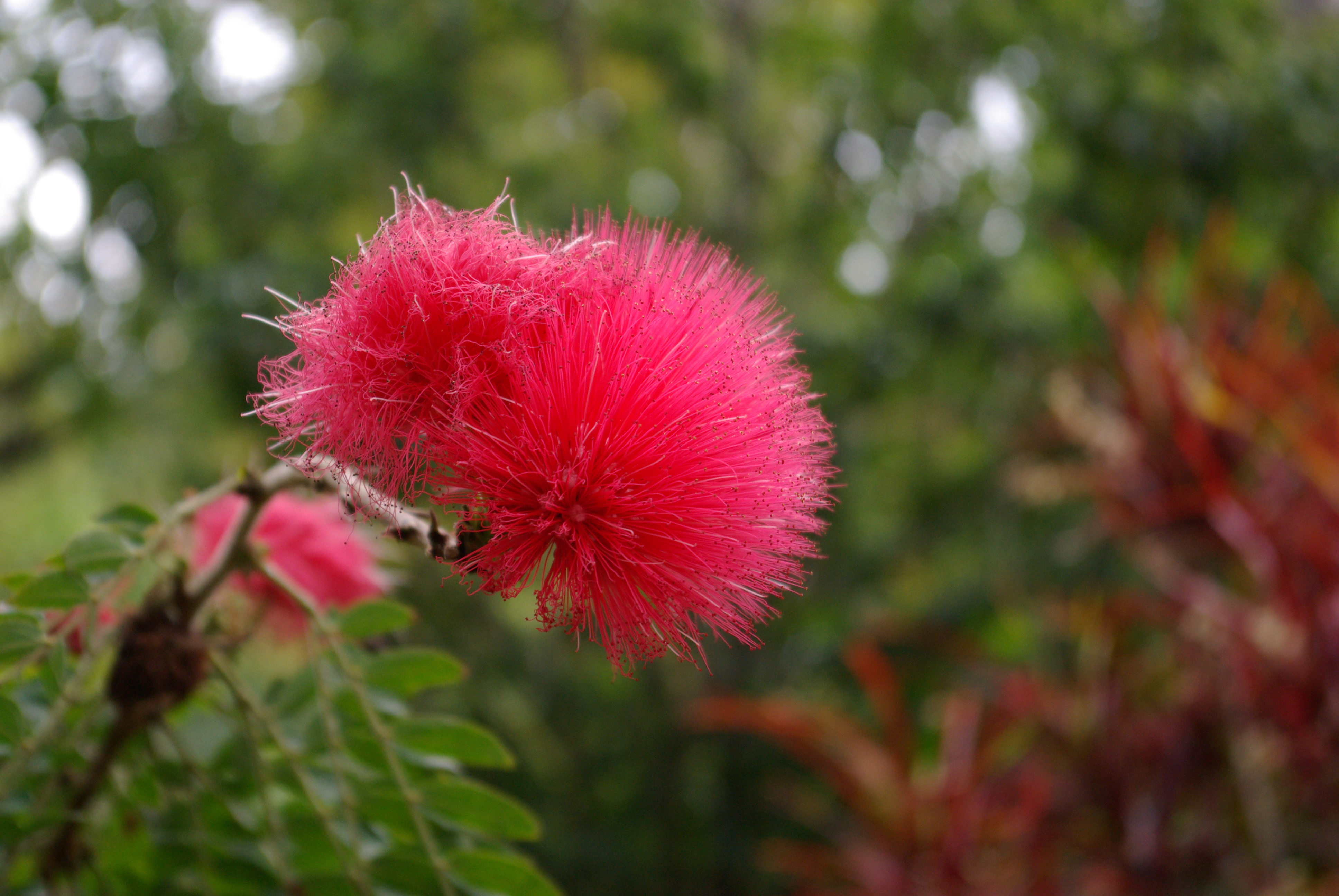
Calliandra haematocephala
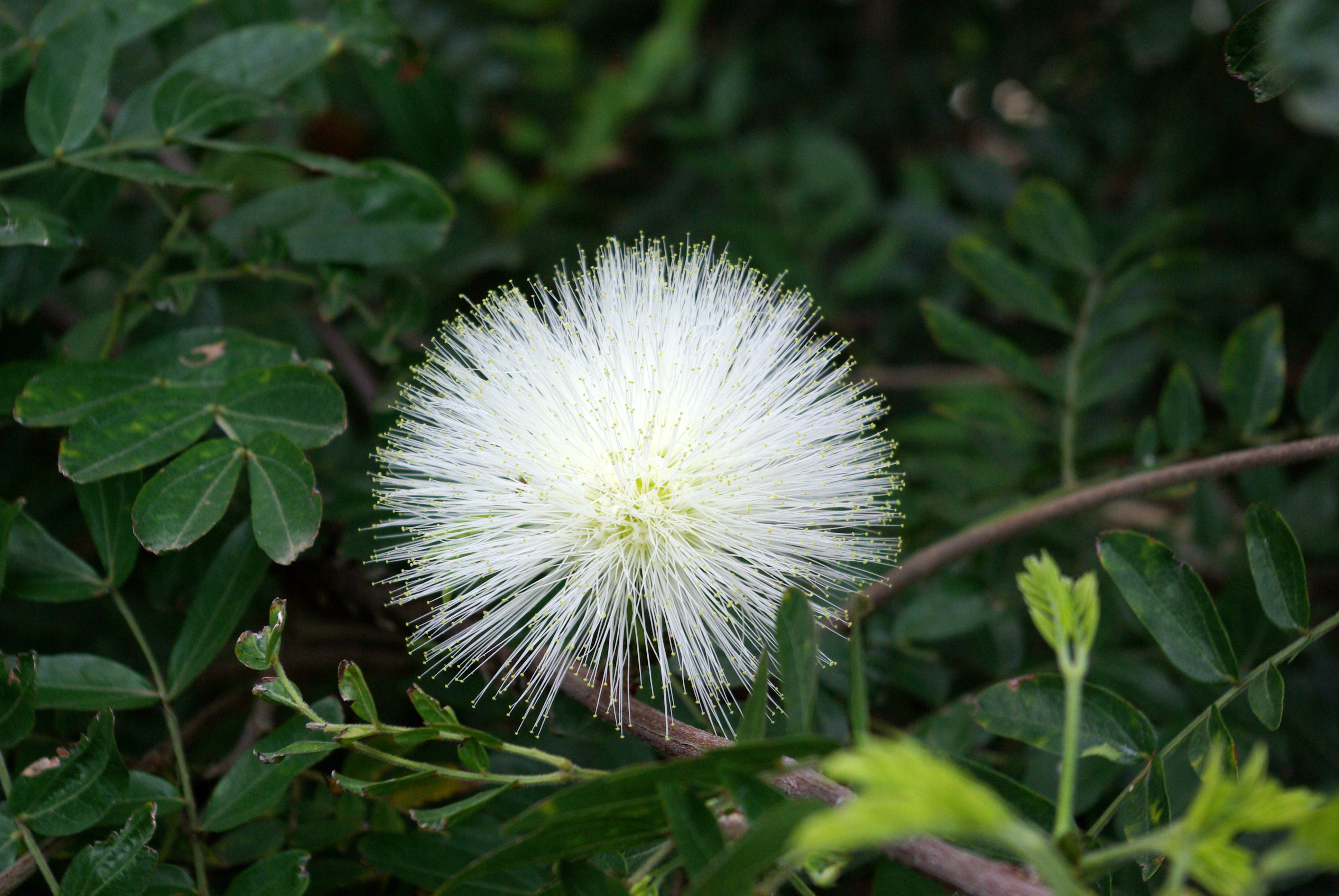
Calliandra haematocephala
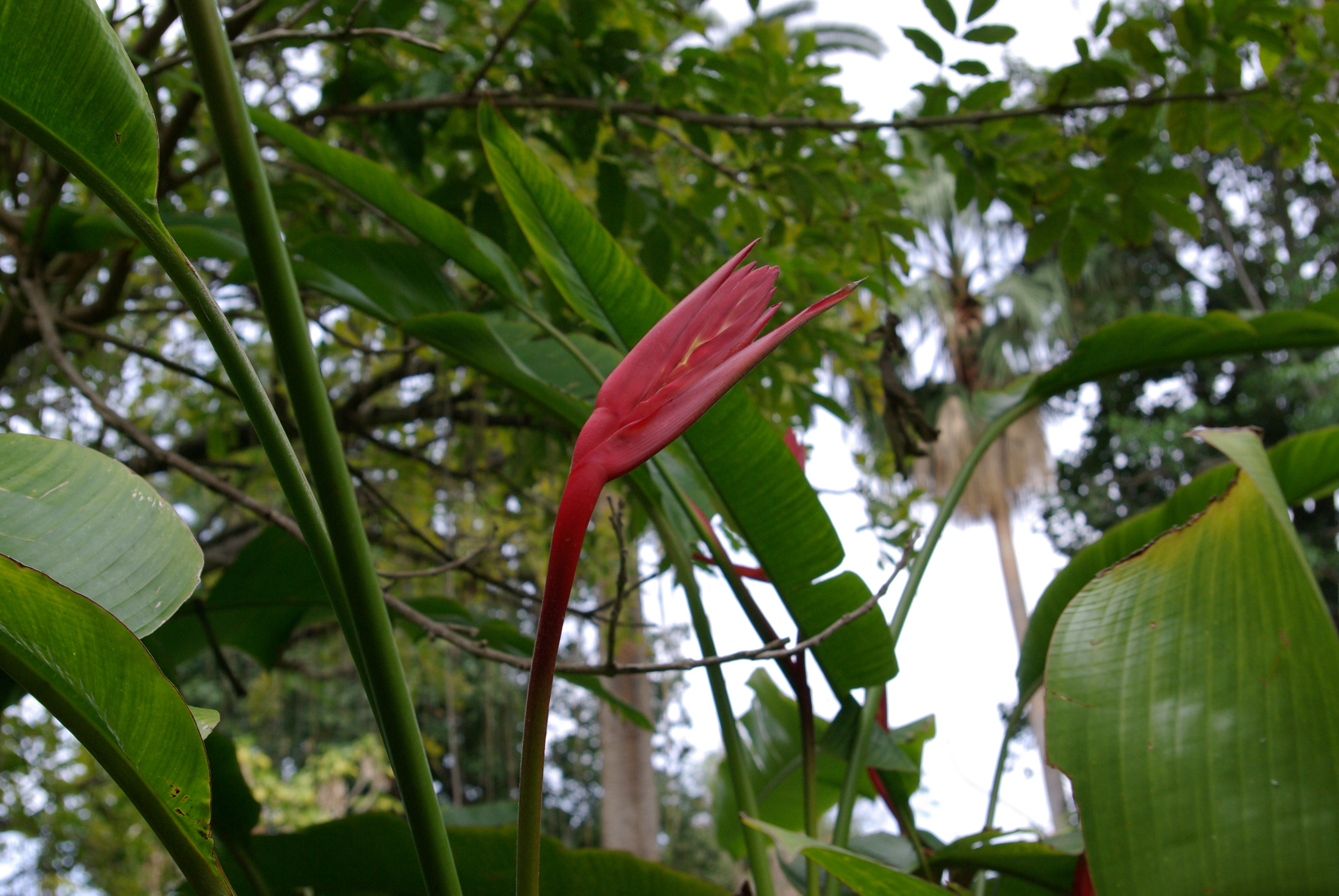
Heliconia schiedeana
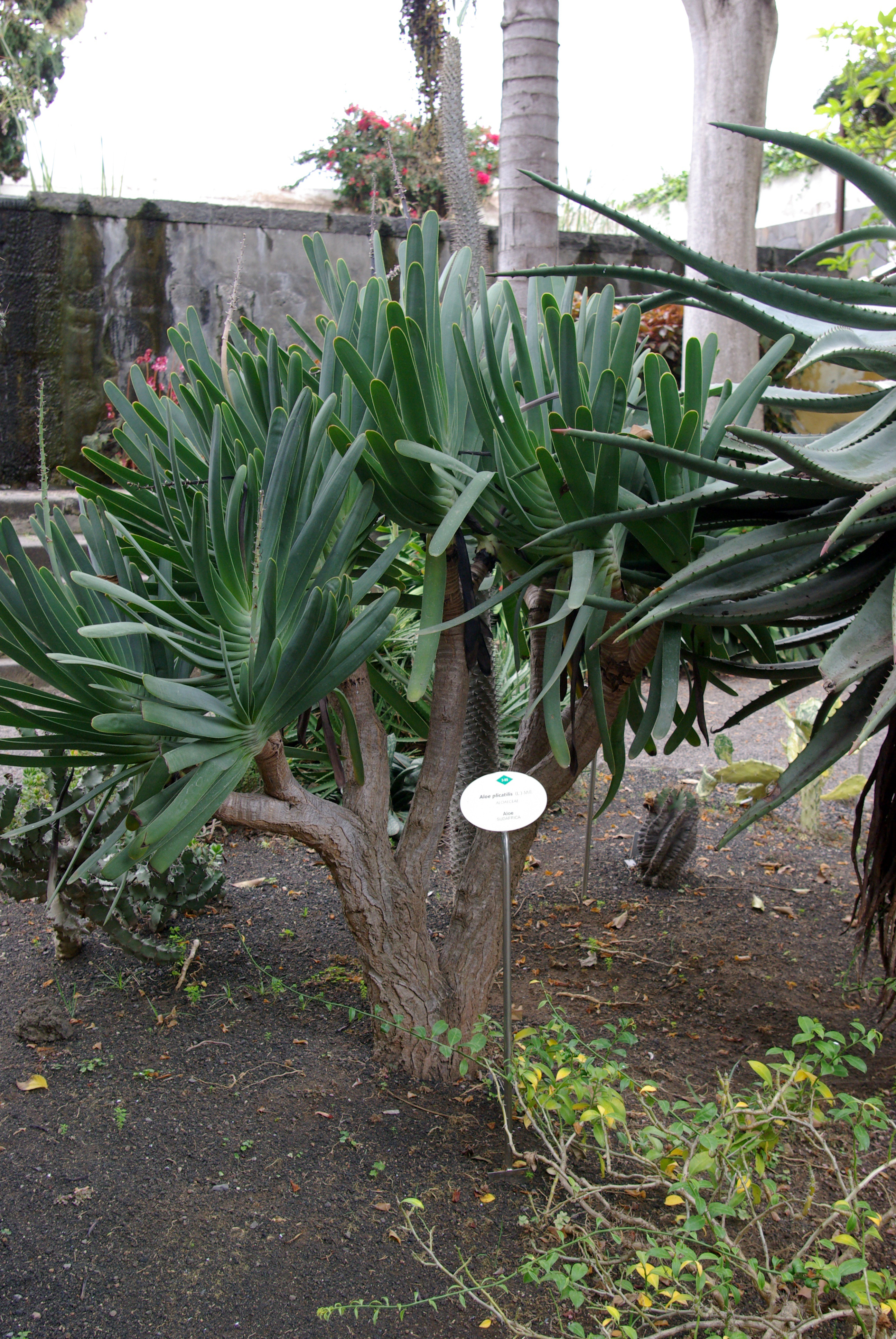
Aloe plicatilis
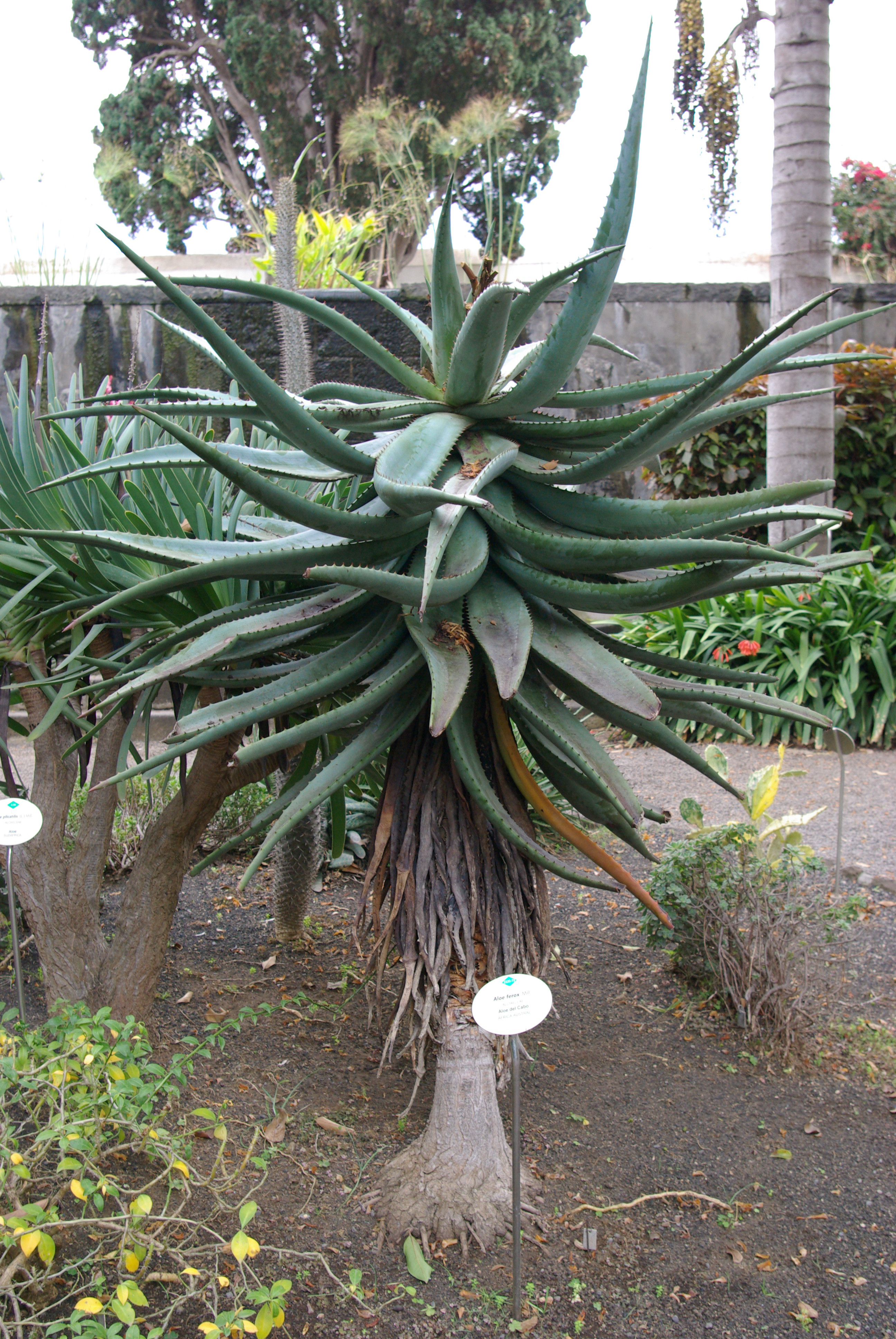
Aloe ferox
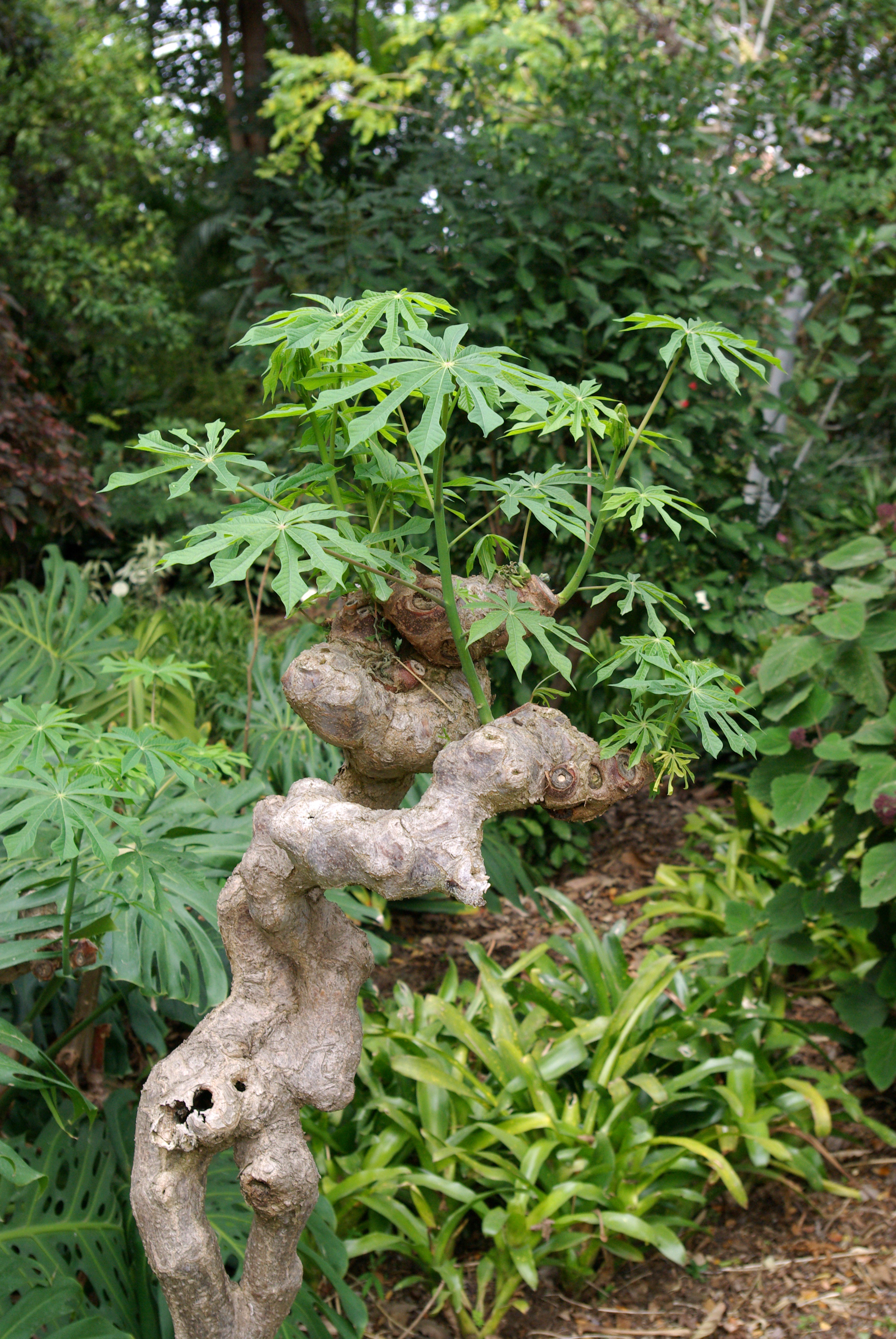
Manihot palmata
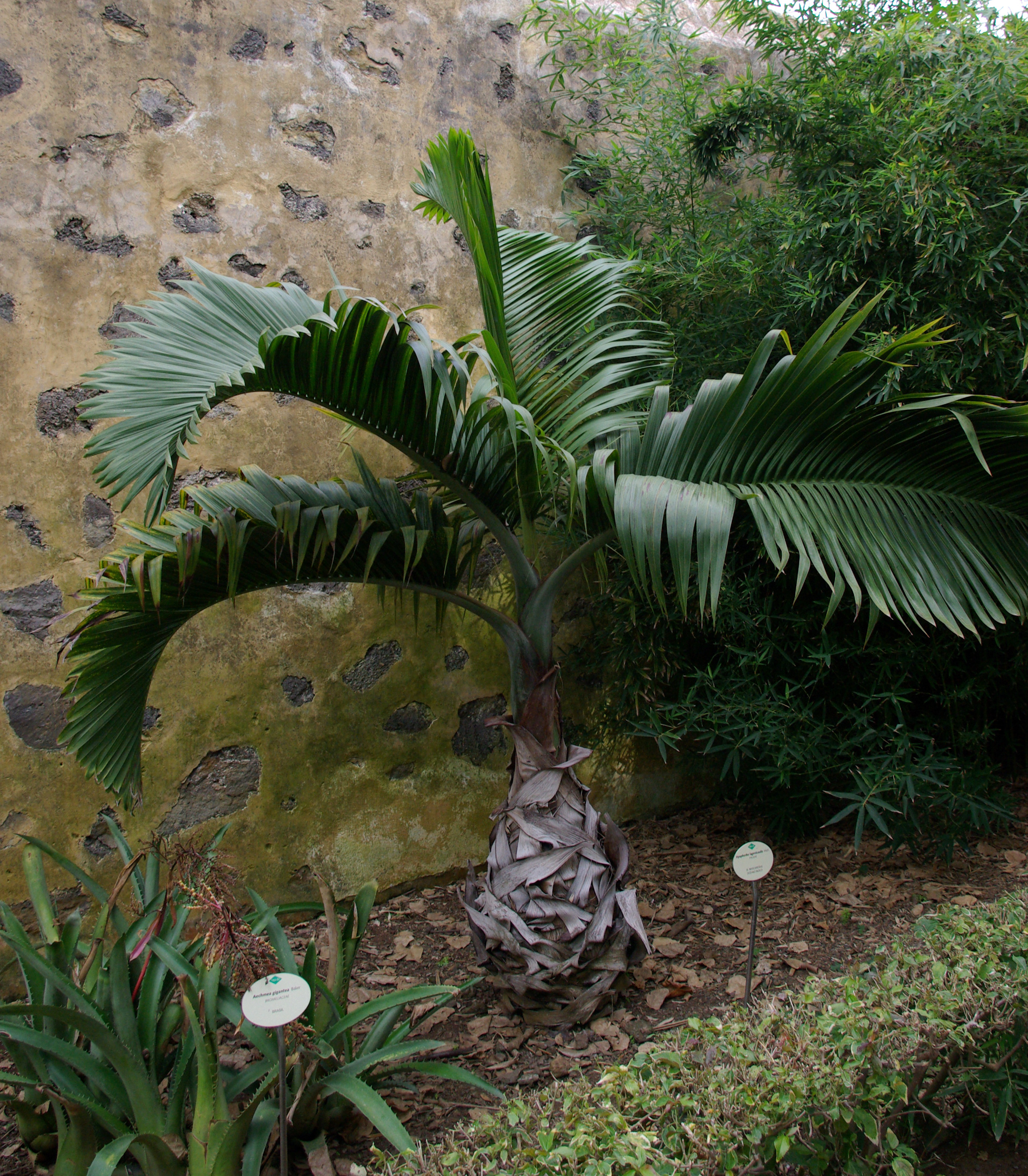
Hyophorbe lagenicaulis
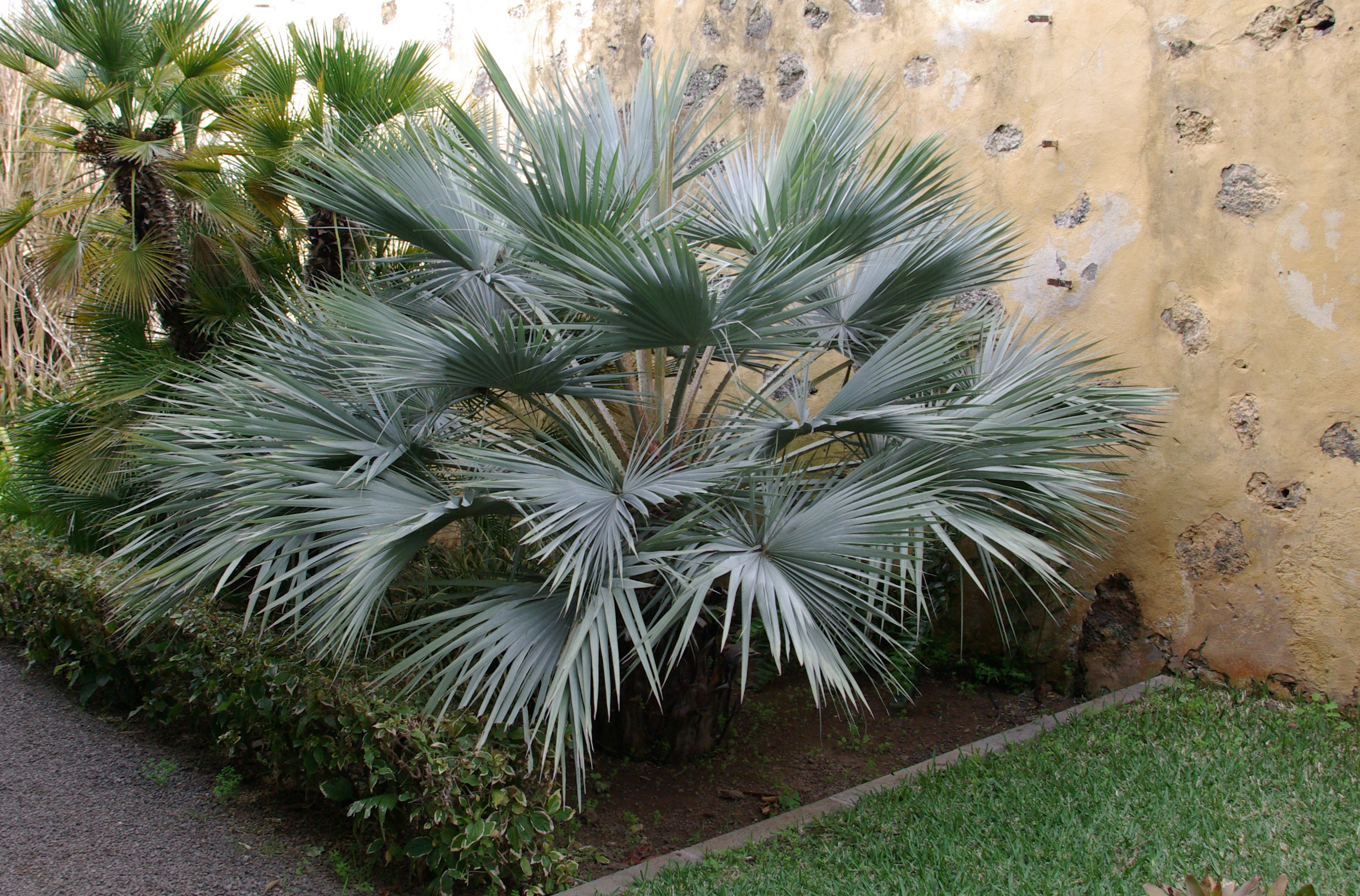
Brahea armata
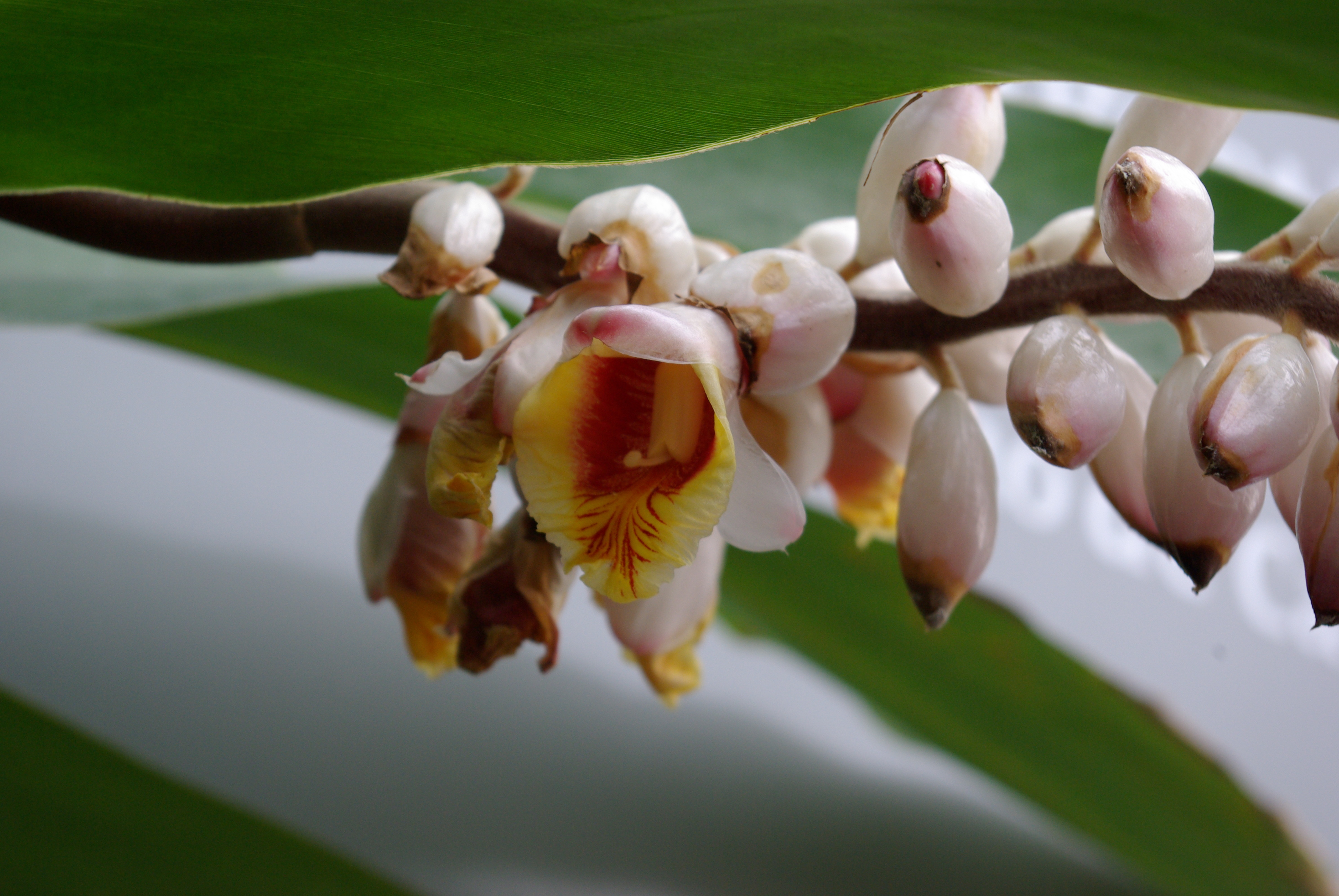
Alpinia zerumbet